# Hans von Veltheim (Forstmann)
Hans Freiherr von Veltheim (* 1. Juli 1798 in Braunschweig; † 24. Juli 1868 in Harzburg) war ein deutscher Forstmann, Politiker und herzoglich braunschweigischer Hofbeamter.

## Leben
Veltheim war Sohn des Rittergutsbesitzers sowie Kammerherrn und Schatz- und Kammerrats Friedrich Freiherr von Veltheim auf Destedt. Nach dem frühen Tod des Vaters wurde er von seiner Mutter und seinen Geschwistern aufgezogen und absolvierte das Braunschweiger Gymnasium und ging anschließend in die forstwirtschaftliche praktische Lehre bei Julius Heinrich von Uslar nach Herzberg am Harz, der für seine gute Ausbildung von jungen Forstleuten bekannt war. Er schloss ein Studium der Forstwirtschaft an der Forstakademie Dreißigacker im Herzogtum Sachsen-Meiningen und an der Universität Berlin an, um danach als Forstauditor in den herzoglich braunschweigischen Forstdienst einzutreten. 
Veltheim wurde am 7. Februar 1823 zum Forst- und Jagdjunker ernannt. Als solcher wurde er als Adjunkt dem Oberforstbeamten in Helmstedt an die Seite gestellt, bevor man ihn am 14. Juli 1826 zum Forstmeister von Stadtoldendorf beförderte. Hier wirkte er, 1829 bereits zusätzlich zum Vorsitzenden der forstlichen Examinations-Kommission ernannt, bis er am 18. November 1830 zum stimmberechtigten Mitglied der herzoglichen Forstdirektion nach Braunschweig berufen wurde. In der Folge stieg er rasch am braunschweigischen Hof auf. Am 17. April 1833 wurde er zum Hofjägermeister ernannt, am 10. September 1833 zum herzoglichen Kammerherrn. Von der Ritterschaft wurde der als konservativ eingeordnete Veltheim in die Ständeversammlung des Herzogtums Braunschweig gewählt, 1837 war er deren Präsident. Er war auch regelmäßiger Teilnehmer der Versammlungen deutscher Land- und Forstwirte. Als diese 1858 in Braunschweig stattfand, war Veltheim deren Präsident; 1861 in Schwerin und 1862 in Würzburg war er Vorsitzender des forstwirtschaftlichen Teils.
Veltheim erhielt 1860 zunächst die Ernennung zum herzoglichen Vizeoberjägermeister und wurde wenige Monate darauf zum Oberjägermeister befördert. Den Höhepunkt seiner Laufbahn erreichte er 1862, als er zum Finanzdirektor ernannt wurde und zugleich das Präsidium in den Sektionen Domänen, Forste, Berg- und Hüttenwerke sowie der Bauabteilung der herzoglich braunschweigischen Kammer übernahm. Er galt als strukturierter Behördenleiter, der sein großes Departement mit Übersicht und ohne große Störungen zu leiten vermochte. 1866 trat er unter Beibehaltung der Bezüge in den Ruhestand. Er starb bei einem Kuraufenthalt in Harzburg. Veltheim war außerdem langjähriger Präsident des Vereins für Land- und Forstwirthschaft in Braunschweig und des Harzer Forstvereins.
Er war seit 1823 mit Berta Gräfin von Oberg (* 1803; † 1876) verheiratet. Das Eheparr hatte neun Kinder. Die Klostervorsteherin des Klosters Marienberg Charlotte von Veltheim war eine Tochter. Erbe der Destedter Güter wurde der älteste Sohn, Oberjägermeister Friedrich (Fritz) Hilmar von Veltheim (* 1824; † 1896). Der Enkel Dr. jur. Hans von Veltheim war Vizekonsul in Konstantinopel.

## Ehrungen
Veltheim bekam folgende Orden verliehen:
- Großkreuz des Ordens Heinrichs des Löwen (Braunschweig)
- Rother Adler-Orden I. Klasse (Königreich Preußen)
- Königlicher Kronen-Orden II. Klasse mit dem Stern (Preußen)
- Kommandeur I. Klasse des Hausordens vom Weißen Falken (Herzogtum Sachsen-Weimar-Eisenach)
- Kommandeur II. Klasse des Guelphen-Ordens (Königreich Hannover)